# Lista de desastres marítimos

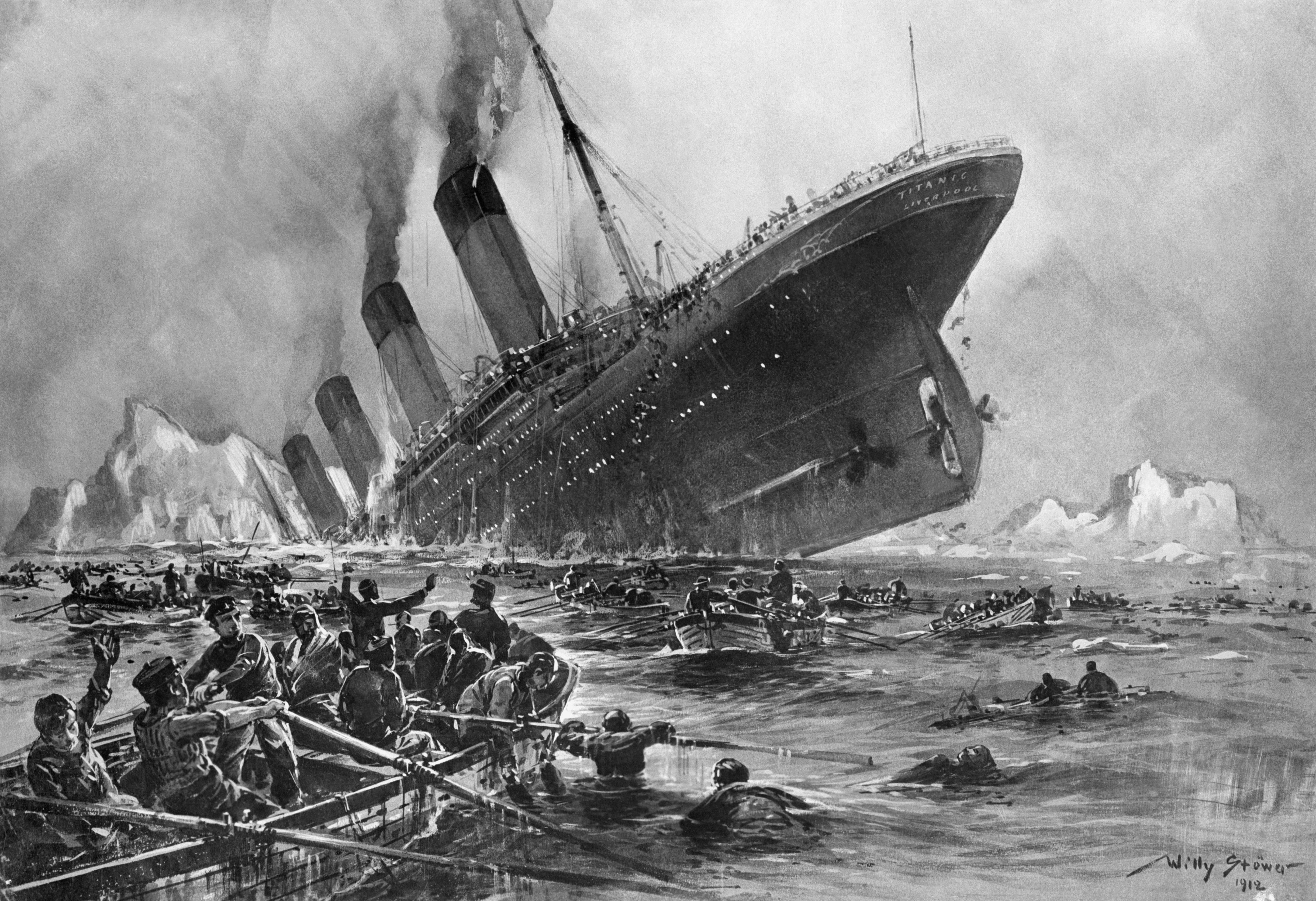
O Naufrágio do RMS Titanic, tela de Willy Stöwer

Esta é uma lista de desastres marítimos envolvendo embarcações civis e militares, inclusive uma plataforma de exploração de petróleo, ordenados pelo número de vítimas fatais até o limite mínimo de 100 pessoas.
Adotou-se a expressão "Desastres marítimos" em vez de "Naufrágios", uma vez que aquela é mais abrangente que esta, sobretudo pelo fato que, em diversos casos aqui listados, não houve efetivamente o naufrágio da embarcação (ex.: USS Forrestal, 1967). Além disso, em alguns desses desastres, a maioria das mortes ocorreu em terra (ex.: SS Noronic,1949). Também foram listados os eventos ocorridos em lagos, rios e outros corpos d´água interiores.
Somente foram considerados nesta lista, os desastres cujas causas diretas tenham sido não intencionais (incêndio, explosão e/ou colisão acidental, capotamento, tempestade e outros eventos da natureza), mesmo que tivessem ocorrido com navios militares em tempos de guerra e, até mesmo, envolvidos no esforço de guerra (ex. HMS Vanguard, 1917).
Os afundamentos e desastres causados por atos de guerra, ver Lista de desastres marítimos por atos de guerra.

## Notas explicativas

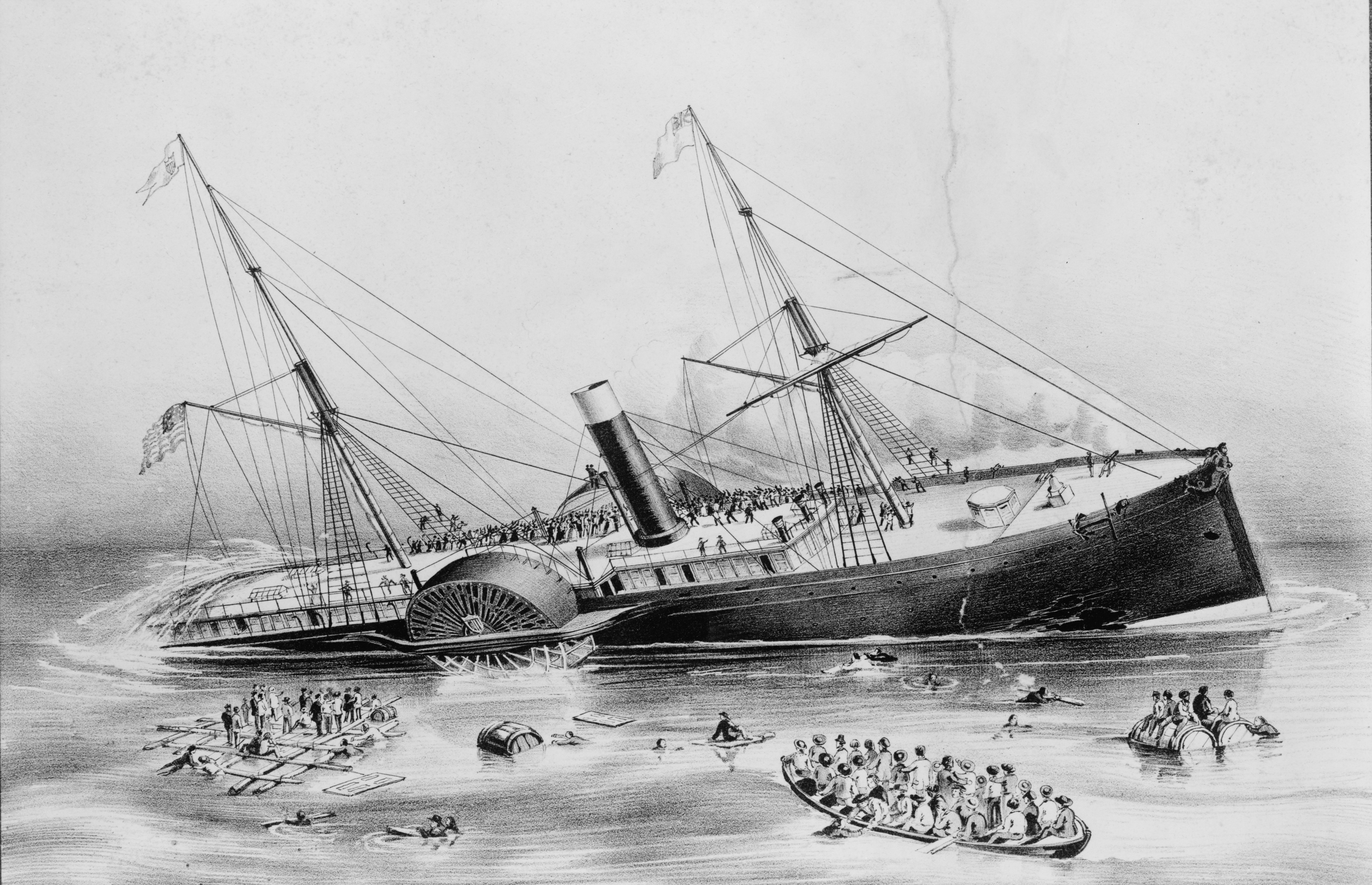
Naufrágio do USM Arctic. Litografia de N.Currier. 1854.